# Белеврен
Белéврен е село в Югоизточна България. То се намира в община Средец, област Бургас. Землището на селото граничи със землищата на селата Горно Ябълково, Долно Ябълково, Кирово и Граничар. Южната граница на селото съвпада с държавната граница на България с Турция.

## География
Село Белеврен се намира в планината Странджа, на 46 km от общинския център Средец и на 76 km от областния център Бургас. На 4 km на юг от селото се намира връх Арабаджи байр, който е равен по височина на най-високия връх на планината на българската територия – връх Голямо Градище, до Малко Търново.
Край селото минава Белевренската река, която е с дължина от 24 km. Тя се влива във Факийска река и е част от водосборния басейн на Черно море.
В землището на селото има няколко извора и следните местности: Райков дол, Цвятковица, Чакалово кашлище, Белевренски пост (Янчови цери), Паша дере, Четмаконак, Кривата поляна, Томова кория, Герге бунар, Арабаджи байр, Горното гробе, Дуан (Дован) дере, Домуз орман, Чарлак байр, Войнишкото кладенче, Баларбаши (Багарбаши), Чардак байр, Сяканата кория, Тънката кория, Керациновите мишета, Калъчбунар, Червената пръст, Тумбата, Чаталитово дърво, Калариново дере, Селска кория и др.

## История
Село Белеврен е с древна история. За това свидетелстват следите, оставени от траките, обитавали тези места – долмените.
Съвременното име на селото е със смесен произход – според някои „бел“ е славянската дума „бял“/бел и думата „еврен“, която на турски означава дракон.
В близост до Белеврен е имало римско селище в древността. Селото е било с изцяло турско население до Илинденско-Преображенското въстание (1903), след което то е било подменено от изцяло българско, когато е заселено с български бежанци от Тракия. Според една легенда, когато монаси пренасяли мощите на Света Петка през горите в Странджа, там, където присядали да починат, от мощите изтичал елей. А където капнел, от недрата на земята бликвала лечебна вода. И понеже Божиите служители били изтощени от дългия път, се налагало често да поспират. Заради това най-мистичната ни планина е осеяна с десетки параклисчета, вдигнати върху лековити аязма. Едно от тях се казва „Света Троица“ и се намира край село Белеврен, само на 3 километра от границата ни с Турция. От незапомнени времена местните хора пиели от извора за здраве и дълголетие. Аязмото се прочуло, че водите му лекуват различни заболявания – най-вече очни и рани, и при него често се отбивали хора и от съседните села. Има го и сега, макар че край него вече почти не стъпва човешки крак. Някога многолюдно, днес село Белеврен наброява едва десетина жители, все възрастни хора.

## Население

### Етнически състав
Преброяване на населението през 2011 г.
Численост и дял на етническите групи според преброяването на населението през 2011 г.:
|                     | Численост |
| Общо                | 17        |
| Българи             | 16        |
| Турци               | -         |
| Цигани              | -         |
| Други               | -         |
| Не се самоопределят | -         |
| Неотговорили        | -         |

## Религии
След подмяната на населението с изцяло българско, селото става изцяло християнско по източноправославния обред.

## Обществени институции
Селото няма собствено кметство. Кметски наместник от 2016 г. е г-н Пенчо Пенчев.
В селото няма пощенска станция. Най-близката е в село Кирово.
В селото няма читалище. Най-близкото е читалище „Просвета-1930“ в село Голямо Буково.

## Транспортни връзки
Село Белеврен може да бъде достигнато с личен транспорт или с автобус на междуградския транспорт на град Средец.
Автобусите пътуват целогодишно през седмица в петък и неделя. Пътуването от град Средец с междуградския транспорт отнема два часа.

## Културни и природни забележителности
Църквата в селото е кръстена „Света Троица“, възстановена е след 2001 г. с активното участие на Калоян Иванов и живущите в селото. Аязмото също е възстановено от Калоян Иванов. Отвън има минерален извор, лекуващ различни заболявания, най-вече очни и рани.
Около селото са открити няколко тракийски долмени, които са обект на научна и изследователска дейност. Някои от долмените са на над 3000 години. Местните хора наричат долмените „Змейови къщи“. А легендите разказват, че някога те са служили за жилища на крилати великани, които отвличали красиви девойки.
В миналото всяка година на 15 август, на църковния празник Успение Богородично селата Долно Ябълково, Белеврен, Факия, Сливарово, Кирово и Голямо Буково се събирали край Големия Марков камък. В непосредствена близост до „Големия камък“ се намира много по-малък камък с издялан в скалата улей и две стъпаловидно разположени издълбани легенчета, където според свидетелствата на жителите от околните села се е осъществявало заколването на агнета за курбан чак до средата на 50-те години на ХХ век. До този период е съществувала и традицията курбани да се правят навръх пролетното равноденствие (20 – 21 март). Според традицията жените от селата тръгвали от рано, за да подготвят курбан и през целия ден нареждали молитви за дъжд. В наши дни се е запазило вярването, че през провиралището под камъка се минава „за здраве“.
„Големият камък“ или „Марков камък“ се намира на около 2,5 km западно от селото. Той представлява голямо скално образование с височина 8 m и диаметър 9 m. Използвано е от траките за религиозните им култове.
Наблизо в култовия комплекс има два жертвеника. Местността е с надморска височина 400 m. С „Големия камък“ са свързани разнообразни легенди за Крали Марко и за изцеление на различни болести.

## Редовни събития
През 3 години се провежда земляческа среща на родените в селото и техните потомци. Панаирът се провеждал на Свети Дух всяка година. Провеждал се още един панаир на Аязмото всяка година на 2 юни, по стар стил свети Константин и света Елена.

## Личности
- Калоян Иванов Калоянов, възобновил параклис „Св. св. Константин и Елена“ в местността Аязмото
- Киряк Димитров Янков, сътрудник при разкопките на римските гробници в близост до селото
- Георги Иванов Калоянов (Гошо Калоянката), известен юрист с потекло от село Белеврен

## Планове за развитие
Село Белеврен няма водоснабдителна и водопроводна мрежа. С няколко решения на Общинския съвет на Община Средец се потвърждава, че село Белеврен е едно селата в общината, в които се предвижда разширяване и реконструкция на водоснабдителната мрежа в Общинския план за развитие на общината за периода 2014 – 2020 г.
За село Белеврен има планове за изграждане на граничен контролно-пропускателен пункт с Турция. За целта са необходими подобрения в инфраструктурата до и в селото. Селището от отсрещната турска страна се нарича Ахлатлъ и е най-северното село в цяла Турция.

## За селото
През 2006 г. е публикувана книгата „Белеврен – исторически очерк“ с автори Стоян Калпаклиев и Славчо Гагев. Книгата представя някои житейски истории на хора, свързани със селото. В нея е включен и списък с родовете, заселени в селото. Книгата може да бъде свалена безплатно.